# 斯普林敦 (印第安納州)
斯普林敦（英語：Springtown）是位於美國印地安納州亨德里克斯縣的一個非建制地區。